# Isopogon pruinosus
Isopogon pruinosus är en tvåhjärtbladig växtart. Isopogon pruinosus ingår i släktet Isopogon och familjen Proteaceae.

## Underarter
Arten delas in i följande underarter:
- I. p. glabellus
- I. p. pruinosus